# Castelo de Pevensey
Castelo de Pevensey é um castelo medieval e antigo forte romano da costa saxônica em Pevensey no condado de East Sussex, Inglaterra. O local é um monumento programado sob os cuidados da English Heritage e está aberto aos visitantes. Construído por volta de 290 d.C., e conhecida pelos romanos como Anderitum, o forte parece ter sido a base para uma frota chamada de Classis Anderidaensis. As razões para a sua construção não são claras; pensava-se que tinha sido parte de um sistema defensivo romano para proteger as costas britânicas e gaulesas contra os piratas saxões, mais recentemente tem sido sugerido que Anderitum e os outros fortes foram construídos por um usurpador, em uma tentativa frustrada de última instância, impedindo que Roma reinstituísse o seu controle sobre a Grã-Bretanha.
Anderitum caiu em ruínas após o final da ocupação romana, mas foi reocupada em 1066 pelos normandos, a quem se tornou um baluarte estratégico fundamental. A torre de pedra e fortificação foi construída dentro das muralhas romanas e enfrentou vários cercos. Apesar de sua guarnição ficar duas vezes faminta em rendição, nunca foi atacada com sucesso. O castelo foi ocupado mais ou menos continuamente até o século XVI, além de uma possível ruptura no início do século XIII, quando foi desprezado. Tinha sido abandonada novamente no final do século XVI e manteve-se em ruínas, até ser adquirida pelo Estado em 1925.
O castelo de Pevensey foi reocupado entre 1940 e 1945, durante a Segunda Guerra Mundial, quando foi guarnecido por unidades da Guarda Municipal, e os exércitos britânico e canadense e o Corpo Aéreo do Exército dos Estados Unidos. Postos de metralhadora foram construídos dentro das muralhas romanas e normandas para controlar a terra plana em torno Pevensey e se proteger contra a ameaça de uma invasão alemã. Foram deixadas no local após a guerra e ainda podem ser vistas hoje.

## Localização e dimensões

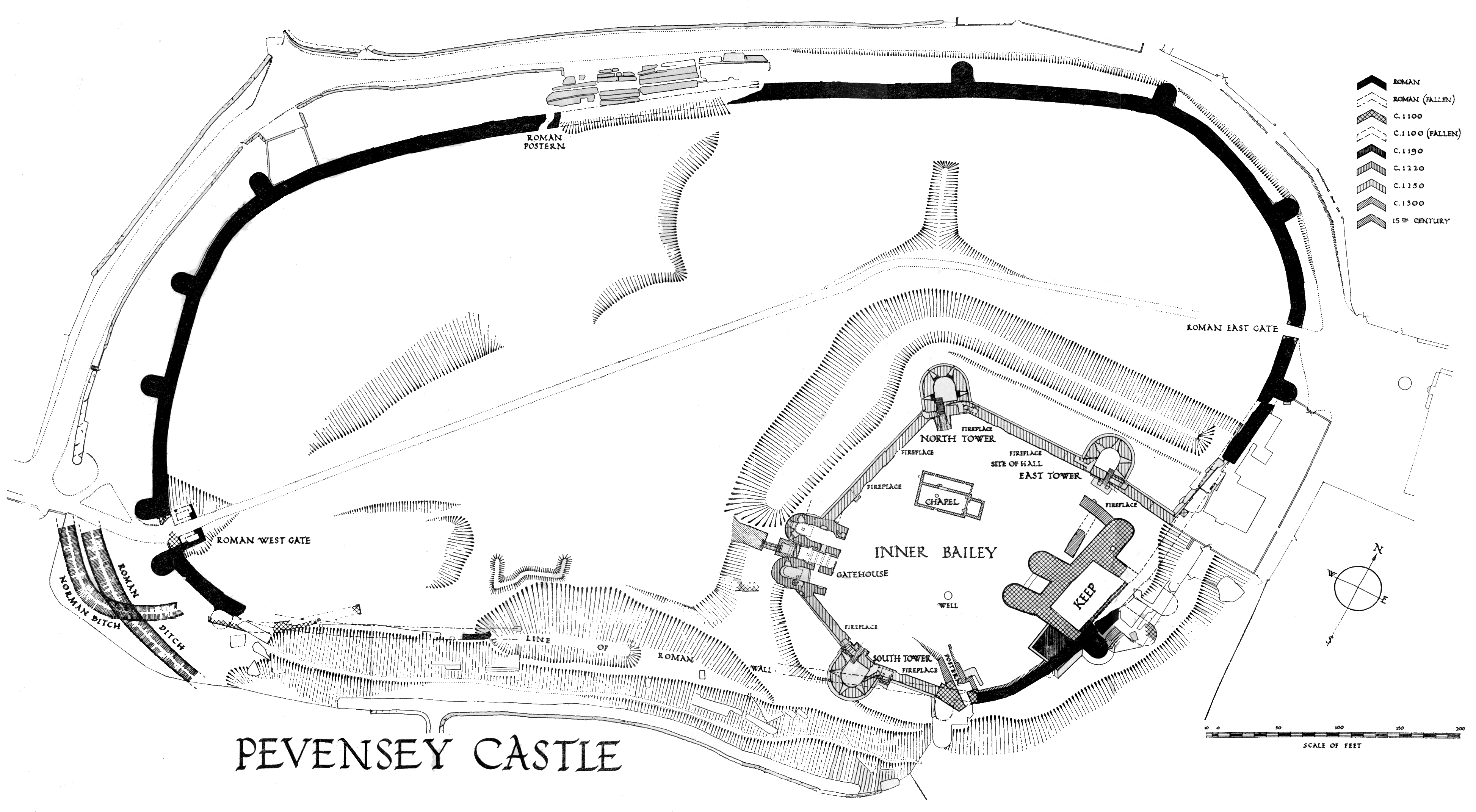
Plano do castelo de Pevensey.

O castelo de Pevensey foi construído pelos romanos sobre um esporão de areia e argila que fica a cerca de 10 metros acima do nível do mar. Na época romana este esporão era uma península que se projetava em uma lagoa de maré e pântanos, tornando-se uma forte posição de defesa natural. Acredita-se que um porto tenha sido localizado perto da parede sul do castelo, protegido por um longo espeto de cascalho onde a aldeia de Pevensey Bay hoje se encontra. Um pequeno rio, Pevensey Haven, corre ao longo do lado norte da península e inicialmente seria descarregada na lagoa, mas hoje encontra-se em grande parte assoreada.
Desde os tempos romanos, assoreamentos e aterramento marítimo em Pevensey Levels tem empurrado a costa por cerca de 1,5 km, deixando o castelo no litoral. A paisagem interveniente entre o castelo e o mar hoje é um pântano plano drenado por uma rede de valas e esgotos ou fossas de campo. A vila moderna de Pevensey está situada na maior parte ao leste do castelo, no final da península antiga. As curvas da Castle Road (a B2191) em torno da parede norte romana conectam Pevensey à aldeia vizinha de Westham. Um passeio público atravessa o interior do castelo, que liga as duas aldeias. Uma área de terra recuperada, anteriormente parte das marés da lagoa de Pevensey mas hoje um terreno pantanoso e campos atravessados pela linha ferroviária de Eastbourne para Hastings, está situada imediatamente ao sul do castelo.
O castelo ocupa uma área de cerca de 36 700 metros quadrados. Tem um plano em alinhamento oval no Nordeste/Sudoeste, medindo 290 por 170 metros. Não é apenas a maior das nove fortalezas da costa saxônica mas suas muralhas e torres são maiores que qualquer fortificação romana sobrevivente do período. Seu formato é único entre os fortes da costa saxônica e foi presumivelmente ditada pelos contornos da península em que se encontra.

## Arquitetura

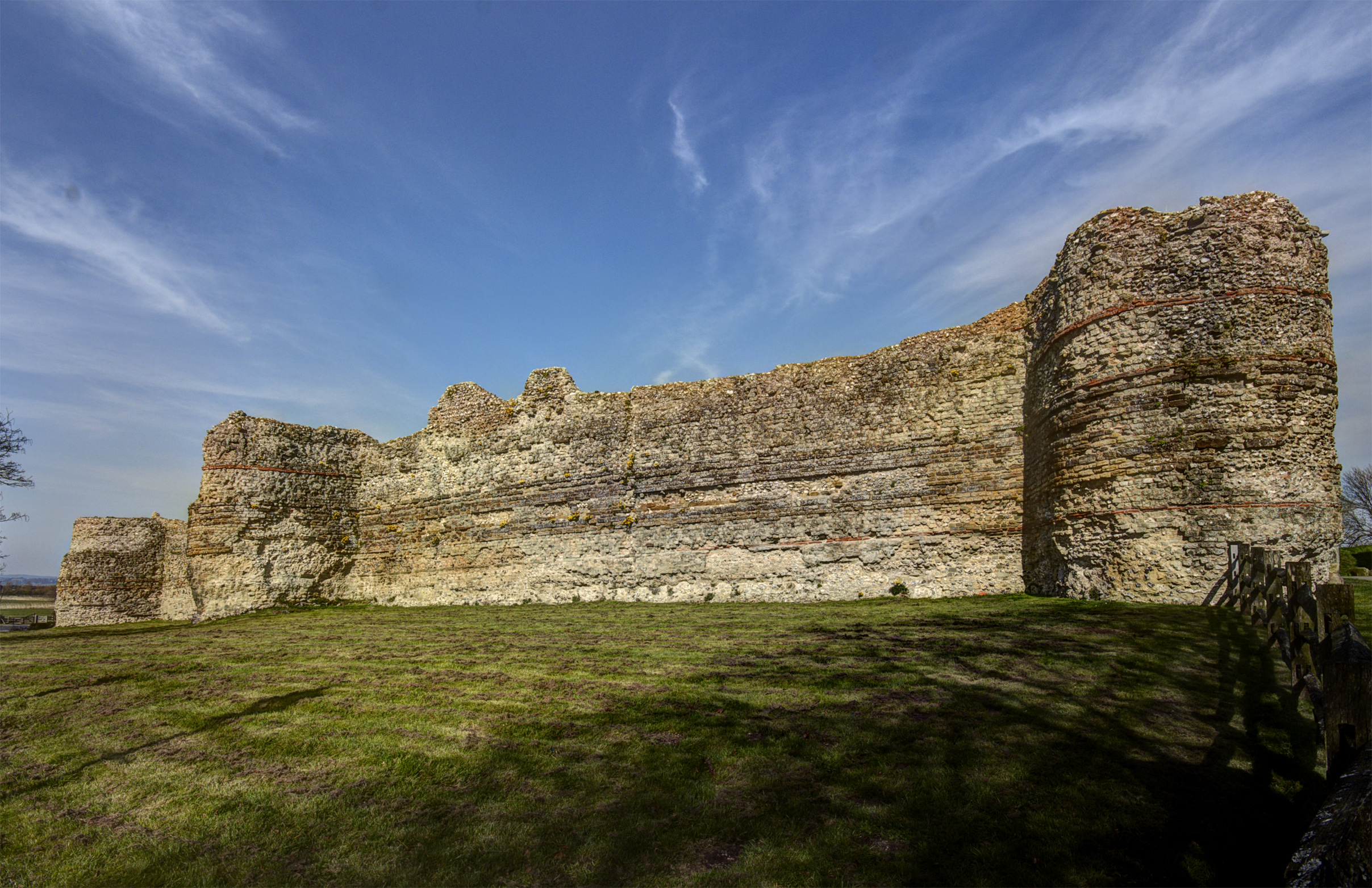
A parede de cortina romana oeste do Castelo de Pevensey.

A cortina de parede do castelo foi construída em uma escala maciça, com muralhas e torres salientes ainda de pé com até 8,2 metros de altura (e provavelmente cerca de 9,5 metros quando foi construída) e 4,2 metros de espessura na base. As seções norte, leste e oeste da parede de cortina tem sobrevivido quase intactas, com a exceção de um segmento caído da parede norte; a parede sul, que seria adjunta ao mar ou pântano, tem desaparecido quase completamente. Se depara com granitoide e arenito, embora a maioria das pedras originais enfrentadas foram roubadas ao longo dos séculos; a estrutura hoje visível consiste principalmente dos escombros e o núcleo de arenito, unidos com argamassa. Campos de colagem de ladrilhos correm horizontalmente através da parede. Uma impressão de sua aparência original pode ser adquirida a partir de uma área na parede norte, que foi escavada até as fundações ainda intactas, revelando como já foi enfrentada em ambos os lados com pequenos blocos de pedra. A parede originalmente tinha uma aparência em degraus, com pelo menos dois níveis de degraus na face interior, embora não exista indicação de sobrevivência como a guarnição chegando ao topo. Na parte superior da parede os restos de ameias medievais ainda podem ser vistas, o que provavelmente substituiu originais da época romana.
As torres em forma de D ao longo da parede de cortina são semelhantes aos de vários outros fortes da costa saxônica, embora a sua colocação seja pouco usual. Como o forte foi parcialmente cercado por pântanos e água, o que forneceu as defesas naturais, os romanos economizaram apenas construindo torres sobre os muito mais vulneráveis setores ocidentais do nordeste. As torres foram provavelmente usadas para montar armas de artilharia, como catapultas e balistas. Dez torres ainda sobrevivem, embora possa ter sido originalmente mais antes da perda da parede sul.